# Костомарівська вулиця
Костомарівська вулиця — вулиця в Деснянському районі міста Чернігова. Пролягає від вулиці П'ятницької до вулиці Мстиславської, історично сформована місцевість (район) Ковалівка.
Немає сусідніх вулиць.

## Історія
Костомарівська вулиця — на честь українського історика Миколи Івановича Костомарова — була прокладена у 1930-ті роки та забудована індивідуальними будинками.
Костомарівську вулицю було перейменовано на вулицю Чапаєва — на честь учасника Першої світової та Громадянської війн Василя Івановича Чапаєва .
24 грудня 2015 року вулиці було повернуто історичну назву, згідно з Розпорядженням міського голови В. О. Атрошенком Чернігівської міської ради № 308-р «Про перейменування вулиць міста» («Про перейменування вулиць міста»)

## Забудова
Вулиця прокладена у північно-східному напрямку паралельно вулиці Котляревського . Парна та непарна сторони вулиці зайняті садибною забудовою.
Установи:
1. будинок № 6 А — дитсадок № 71